# Villa Rustica (Montmaurin)

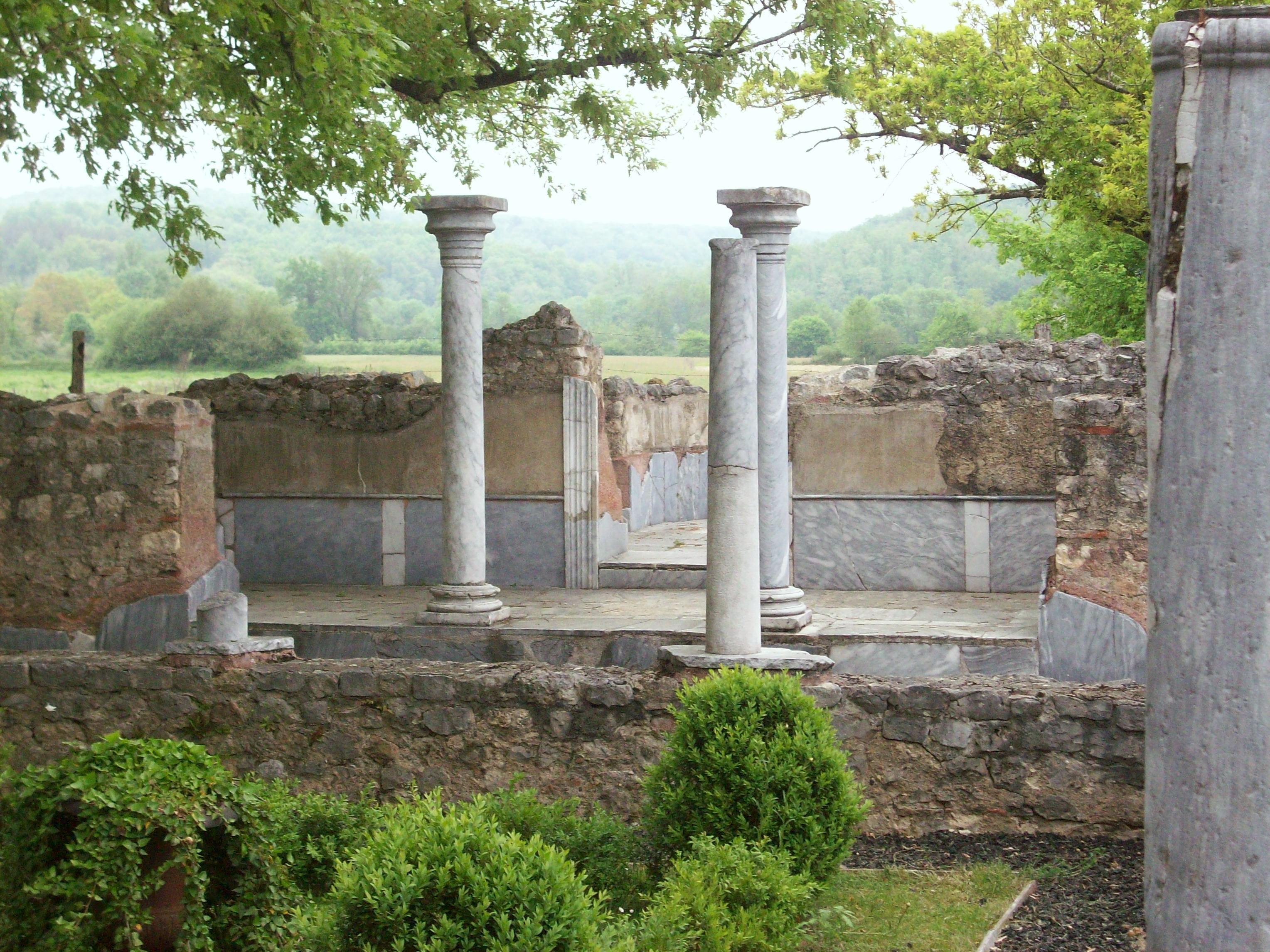
Reste der Villa Rustica von Montmaurin

Bei der Villa Rustica von Montmaurin, französisch Villa gallo-romaine de Lassalles, handelt es sich um die Reste der größten römischen Villa in Frankreich. Die Reste befinden sich nahe bei der Gemeinde Montmaurin im Département Haute-Garonne.
Die Villa steht auf einer Terrasse über der Save. Ihre ältesten Teile gehen auf die Mitte des ersten nachchristlichen Jahrhunderts zurück. Der Bau war um einen Mittelhof mit diversen landwirtschaftlichen Bauten im Vorfeld angeordnet. Die Villa wurde im zweiten Jahrhundert von einem Hochwasser überschwemmt, aber weiterhin bewirtschaftet. Um 250 n. Chr. wurde sie erweitert, jedoch schon 276 n. Chr. bei einem Einfall der Barbaren zerstört. Im vierten Jahrhundert wurde sie jedoch erneut genutzt.
Die Villa wurde stark erweitert, nahm nun eine Fläche von etwa 4 Hektar ein und hatte etwa 200 Räume. Eine lange Auffahrt führte zu einer halbrunden Porticus, in der ein Tempel und ein Altar standen. Dahinter befand sich das Peristyl mit diversen Räumen, die darum angeordnet waren. Hier schloss sich auch ein Bad an. Ein zweites Peristyl folgte und war mit Apsiden für Grünanlagen und Aquarien geschmückt. Die Villa war reich mit Marmor, Mosaiken und Statuen ausgeschmückt. Um 350/375 fiel der Bau einem Feuer zum Opfer, wurde weiter bewirtschaftet, um am Beginn des 5. Jahrhunderts aufgegeben zu werden.
Es wurde vermutet, dass die Villa einst ein Anwesen von etwa 1500 Hektar bewirtschaftete. Sie liegt in dem Bezirk Nébouzan, was wahrscheinlich von Nepotianum abgeleitet ist. Dies lässt darauf schließen, dass der Besitzer der Villa Nepotianus hieß. Der Name Nepotianum erscheint in einer Urkunde aus dem Jahr 1342.
Die Reste der Villa können heute besichtigt werden.